# Dixton

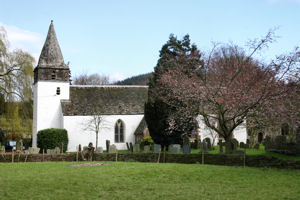
St. Peter-templom

Dixton (walesiül: Llandydiwg) falu Walesben, Monmouthtól 1,6 kilométernyire északkeleti irányban, a Wye folyó partján. A falu eredetileg két nemesi földbirtokot is magába foglalt (Dixton Newton és Dixton Hadnock).

## Dixton: Hadnock, Newton és Wyesham
A Book of Llandaff szerint ezen a helyen már 735 körül létezett egy templom, vagy kolostor. Későbbi oklevelek szerint halászati joga volt a Wye folyón. Abban az időben a walesi szentnek Tydiwg (más néven Tadeocus) volt szentelve.  Az egyházközség walesi neve Llandydiwg volt. A Dixton elnevezés szintén a szent nevéből eredeztethető. Ezt az elméletet támasztják alá Sabine Baring-Gould régiséggyűjtő kutatásai is. A walesi neve a településnek (Llandydiwg) az angolban Dukeston, majd Dixton néven honosodott meg. 1868-ban a falut Dixton Newtonnak nevezték az egyik földbirtok után, és a feljegyzések szerint két kisebb falu tartozott hozzá: Dixton Hadnock és Wyesham. Nevezték még Newton-Dixtonnak is. 1901-ben a neve már Dixton volt, viszont a Dixton-Newton alternatívként még használatos volt.

## Nevezetességei
- St. Peter-templom - fehérre vakolt, egyhajós templom. Nyugati részén emelkedik tornya. Két bejárata van, egy-egy az északi és a déli oldalon.[3] Az épület legrégebbi részei, többek között a halszálka vagy búzakalász alakban rakott falazat (opus spicatum) és a hajó északi fala, valószínűleg angolszász eredetű[3] vagy más vélemények szerint 12. századi.[8] A hajót a 13. században hosszabbították meg, valószínűleg a torony és szentély építésével egyidőben.[8] A délnyugati sarok kis ablaka a 14. századból származik. Egy 1397-ből származó leírás szerint a templom „elviselhetetlenül sötét” volt.[2] A szentély vakolatlan régi vöröshomokkő falai szintén a 14. századból származnak.[8] Az északi előcsarnokot és a sekrestyét 1824-ben építették hozzá. A templomot teljes egészében 1861 és 1862 között újították fel.[8] A templomot öt festett ablak világítja meg. A templom túl alacsonyan fekszik a Wye völgyében így a téli áradások többször is elöntötték. A szentély előtt egy sárgaréz táblára vésték fel a jelentősebb árvizeket.[4] A hajó végébe egy karzatot építettek, hogy a romlandó tárgyakat megóvják az árvizektől.[4] A templomhoz egy papilak is tartozott, amelyet Dixton Cottage néven ismertek. A templom a herefordi egyházmegyéhez tartozik, azaz a Church of England-hez annak ellenére, hogy a walesi Monmouthban fekszik. A várossal együtt 1844-ben a llandaffi egyházmegyéhez csatolták 1844-ben. 1920-ban, amikor felszámolták az egyházmegyét, a gyülekezet egyhangúlag amellett szavazott, hogy nem csatlakoznak a Church in Waleshez, hanem megmaradnak az angliai egyház részeként, így az egyházkerület a herefordi egyházmegyéhez került.[9][10]
- Newton Court - neoklasszicista stílusban épült udvarház a Dixtonra néző domb oldalán. II*. kategóriás brit műemlék (British Listed Building). Az udvarház története nagyrészt a Griffin családhoz fűződik. Thomas Griffin admirális a 18. században vásárolta meg a telket,[11] amelyen George Griffin építtetett 1799-1802 között egy udvarházat, valószínűleg Anthony Keck gloucestershire-i építész tervei alapján.[8] A birtok istállói, csűrje és kertje szintén műemlékvédelem alatt állnak.[12]
- Newton Hall - a 17. századi épület szintén műemlékvédelem alatt áll. A 19. században jelentősen átalakították.[11]
- Dixton Mound - egy ismeretlen eredetű ovális alakú, 2 méter magas, legszélesebb pontján 40 méter átmérőjű földhalom. Kerülete mentén árok fut végig. Egy 1848-as régészeti kutatás során 11-12. századi leleteket találtak valamint a 2. századból származó római kori tárgyakat. A Cadw nyilvántartása szerint egykori motte and bailey típusú vár része.[13]

## Fordítás
- Ez a szócikk részben vagy egészben  a   Dixton című angol Wikipédia-szócikk ezen változatának fordításán alapul.  Az eredeti cikk szerkesztőit annak laptörténete sorolja fel. Ez a jelzés csupán a megfogalmazás eredetét és a szerzői jogokat jelzi, nem szolgál a cikkben szereplő információk forrásmegjelöléseként.